# Powiat de Złotów
Le powiat de Złotów (en polonais : powiat złotowski) est un powiat (district) de la voïvodie de Grande-Pologne, dans le centre-ouest de la Pologne.
Elle est née le 1er janvier 1999, à la suite des réformes polonaises de gouvernement local passées en 1998. 
Le siège administratif du powiat est la ville de Złotów, qui se trouve à 107 kilomètres au nord de Poznań, capitale de la voïvodie de Grande-Pologne. Le powiat possède trois autres villes : Jastrowie, située à 17 kilomètres au nord-ouest de Złotów, Okonek, à 23 kilomètres au nord-ouest de Złotów, et Krajenka, à 7 kilomètres au sud-ouest de Złotów. 
Le district couvre une superficie de 1 660,91 kilomètres carrés. En 2010, sa population totale est de 68 791 habitants, avec une population pour la ville de Złotów de 18 303 habitants, pour la ville de Jastrowie de 8 485 habitants, pour la ville d'Okonek de 3 855 habitants, pour la ville Krajenka de 3 659 habitants et une population rurale de 34 489 habitants.

## Powiaty voisines

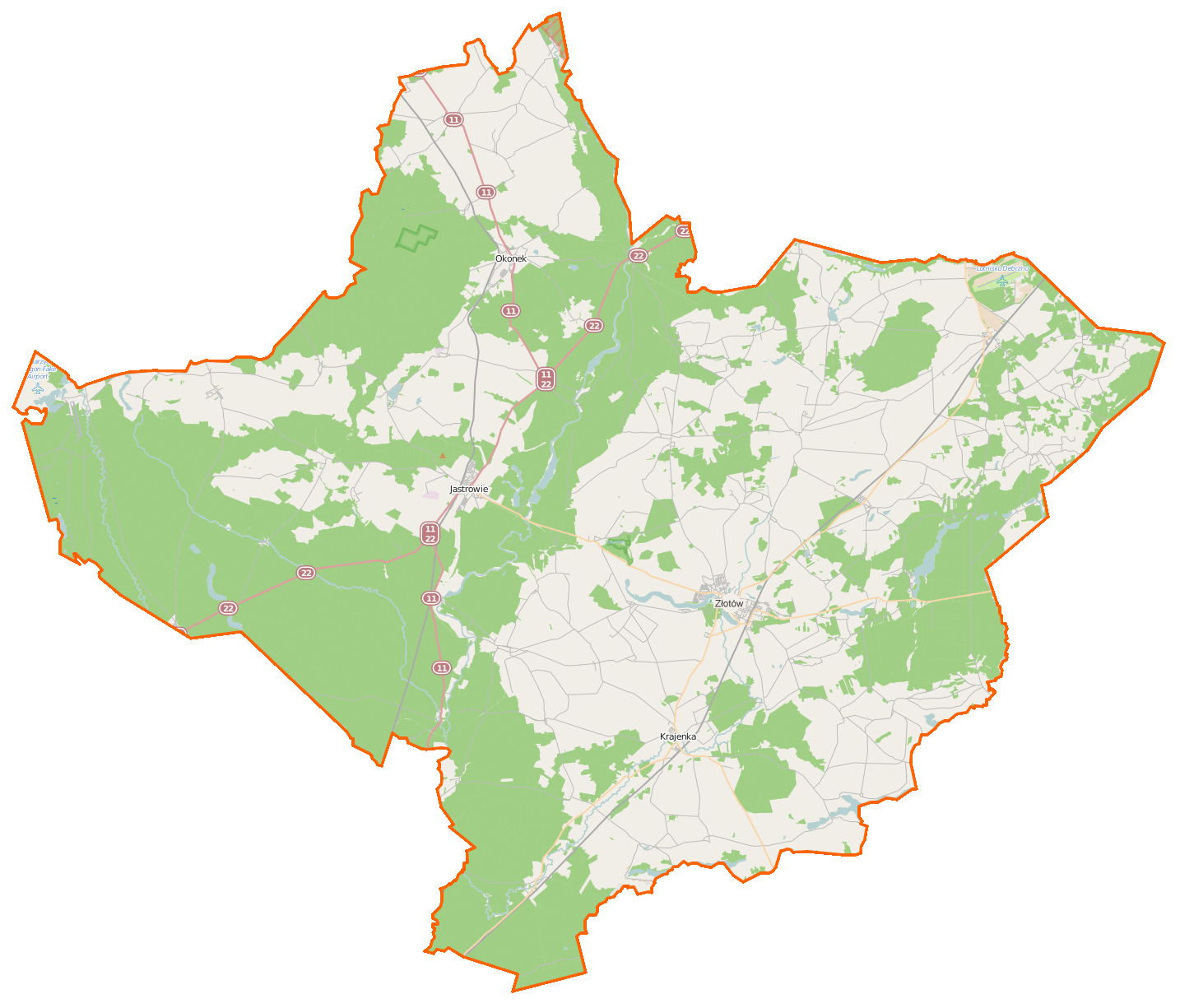
Plan du powiat.

Le Powiat de Złotów est bordée des powiaty de : 
- Szczecinek au nord-ouest ;
- Człuchów au nord-est ;
- Sępólno à l'est ;
- Piła au sud ;
- Wałcz et Drawsko à l'ouest.

## Division administrative
Le powiat est divisé en 8 gminy (communes) :
| Gmina                                                   | Type         | Superficie (km²) | Population (2011) | Siège     |
| Złotów                                                  | urbain       | 11,6             | 18 303            |           |
| Jastrowie                                               | urbain-rural | 353,4            | 11 549            | Jastrowie |
| Złotów                                                  | rural        | 292,5            | 9 307             | Złotów*   |
| Okonek                                                  | urbain-rural | 325,9            | 8 909             | Okonek    |
| Krajenka                                                | urbain-rural | 191,8            | 7 301             | Krajenka  |
| Lipka                                                   | rural        | 191              | 5 557             | Lipka     |
| Zakrzewo                                                | rural        | 162,5            | 4 847             | Zakrzewo  |
| Tarnówka                                                | rural        | 132,2            | 3 118             | Tarnówka  |
| *le siège ne fait pas partie du territoire de la gmina. |              |                  |                   |           |

## Démographie
Données du 31 décembre 2010 :
| description | Total  | Total | Femmes | Femmes | Hommes | Hommes |
| ----------- | ------ | ----- | ------ | ------ | ------ | ------ |
| Unité       | Nombre | %     | Nombre | %      | Nombre | %      |
| Population  | 68 791 | 100   | 34 760 | 50,53  | 34 031 | 49,47  |
| Urbain      | 34 302 | 49,86 | 17 851 | 25,95  | 16 451 | 23,91  |
| Rural       | 34 489 | 50,14 | 16 909 | 24,58  | 17 580 | 25,56  |

## Histoire
De 1975 à 1998, les différents gminy du powiat actuelle appartenait administrativement à la Voïvodie de Piła.

La Powiat de Złotów est créée le 1er janvier 1999, à la suite des réformes polonaises de gouvernement local passées en 1998 et est rattachée à la voïvodie de Grande-Pologne.

## Réseau routier
La Powiat est traversé par la route nationale 11 (qui relie Koszalin à Katowice), la route nationale 22 (qui relie la frontière polono-russe à Grzechotki à la frontière polono-allemande à Kostrzyn nad Odrą), la route secondaire 188 (qui relie Piła à Człuchów), la route secondaire 190 (qui relie Krajenka à Gniezno) et la route secondaire 189 (qui relie Więcbork à Jastrowie). 